# جونستون (رود آيلاند)
جونستون (بالإنجليزية: Johnston)‏ هي بلدة تقع بولاية رود آيلاند في الولايات المتحدة. تبلغ مساحتها 63.1 (كم²)، وترتفع عن سطح البحر 97 م، بلغ عدد سكانها 28769 نسمة في عام 2010 حسب إحصاء مكتب تعداد الولايات المتحدة وتصل الكثافة السكانية فيها 469.3 نسمة/كم2.

## أعلام
- صموئيل إيدي
- جون جاي أوبراين
- صمويل وارد كينغ
- ويليام سترينجفيلو
- أندي أولد

## وصلات خارجية
- The US50 - Cities and Towns in Rhode Island State
- Rhode Island Cities and Towns, Facts, Map, Flag, Colleges, Government, and More